# Museo Provincial Rosa Galisteo de Rodríguez
El Museo Provincial de Bellas Artes "Rosa Galisteo de Rodríguez" es un museo de arte moderno y contemporáneo argentino ubicado en la Ciudad de Santa Fe y uno de los principales de Argentina. Depende del ministerio de Innovación y Cultura del Gobierno de la Provincia de Santa Fe.

## Ubicación
El museo está ubicado en la calle 4 de enero N.º 1510 de la ciudad de Santa Fe. Se emplaza en el Barrio Sur -casco histórico de la ciudad- y conforma un polo museístico junto al Museo Histórico Provincial "Brig. Gral. Estanislao López" y el Museo Etnográfico y Colonial "Juan de Garay".

## Historia
Nació por iniciativa del santafesino Martín Rodríguez Galisteo, hijo del Coronel José Rodríguez y de Rosa Galisteo. Martín Rodríguez Galisteo comenzó a construir el museo en el año 1918 y cuatro años más tarde fue donado al Estado e inaugurado ese mismo año.
El nombre que se le da es parte de dos condiciones que se establecieron cuando el edificio pasó a manos del Estado: la primera era que debía llevar el nombre de su madre “Rosa Galisteo de Rodríguez” y que debía está compuesto de un museo y una biblioteca, quedando a disposición del estado la búsqueda de un director para el establecimiento.
Los principales objetivos que tuvo el museo desde sus comienzos fue recolectar a través de donaciones, exponer y dar a conocer los artistas que florecían en la provincia de Santa Fe así como también en el resto del país y hasta en el exterior.
Por su aporte a las artes visuales de la Argentina, el Museo fue reconocido en 2022 con un Premio Konex.

## Patrimonio cultural
Su patrimonio asciende a más de dos mil obras de arte en pintura, dibujo, grabado y escultura, de artistas argentinos, incluyendo al artista plástico más emblemático del litoral argentino Juan Arancio, americanos y europeos.
Independientemente de la colección de obras plásticas con la que cuenta, el Museo atesora una importante colección de libros e impresos sobre temas de arte y arquitectura, lo que convierte a su patrimonio en único en el Litoral Argentino

## El museo
El museo cuenta con 28 salas de exposiciones, un gran salón de conferencias y conciertos, una sala de audiovisuales y una sala didáctica
El museo ofrece:
- Muestras temporarias y especiales, con obras de su patrimonio, de concursos, muestras itinerantes nacionales e internacionales.
- Realización del “Salón Anual de Santa Fe”, desde 1923 y el “Salón Anual de Becarios”, desde 1958.
- Espectáculos musicales. Entre ellos, anualmente se realiza el ciclo "Primavera Musical": conciertos de música clásica a cargo de jóvenes artistas de la ciudad y el interior de la Provincia. Abarca los meses de septiembre, octubre y noviembre.
- Visitas guiadas a cargo del personal técnico, para alumnos de escuelas primarias y secundarias.
- Servicio de biblioteca especializada.
- Equipo de video, con material didáctico.
- Diapoteca con catálogo del material existente.
- Ciclos de conferencias a cargo de expertos.

- Equipos de investigación interdisciplinarios, para el análisis de la realidad cultural.
- La participación en la recorrida que se hace en la provincia bajo el título de “Atardecer en los museos”.

## Colecciones
Los principales conjuntos de obras que enriquecen el acervo patrimonial del Museo son:
- Colección Martín Rodríguez Galisteo
- Colección Luis León de los Santos
- Colección Matilde Díaz Vélez
- Colección Alice
- Colección Premios del Salón Nacional
- Colección Retratos de Manuel Mujica Lainez
- Colección Fotográfica Pedro Tappa

## Salón Anual de Santa Fe
Casi simultáneamente con la inauguración del museo nace el "Salón Anual de Santa Fe" en 1923, es por esto que todos los años en esa fecha (25 de mayo) el museo abre las puertas a los artistas a exponer sus obras en el concurso, que consta de diversas disciplinas, que son: dibujo, grabado, pintura, escultura, cerámica y fotografía.
Premios
Los premios son en metálico:
- El premio de pintura se llama "Gobierno de la Provincia de Santa Fe" y es de $10.000.
- El premio de dibujo se llama "Luis León de los Santos" y es de $ 6.000.
- El premio de grabado se llama "Martín Rodríguez Galisteo" y es de $ 6,000.
- El premio de escultura se llama Gobierno de la Provincia de Santa Fe" y es de $10.000.
- El premio de cerámica se llama "Ministerio de Educación y Cultura" y es de $ 5.000.
- El premio de fotografía se llama "Secretaria de Cultura" y es de $ 5.000.

También existen otros premios que pudieran ser otorgados para este salón por organismos públicos o por instituciones o personas privadas, que son dados a conocer oportunamente.
Jurado
Integran además el Jurado un especialista por cada sección:
- Tres miembros representativos de la Secretaria de Cultura de la Nación.
- Tres miembros designados por la Secretaria de Cultura de la Provincia.
- Tres miembros designados por la Asociación de Artistas Plásticos Santafesinos, quienes asumirán la representación de los expositores y su defensa.

## Salón anual de Aspirantes a Becas
El salón anual de Aspirantes a Becas funciona desde 1958 y es otorgado a un máximo de 24 artistas santafesinos, menores de 45 años (4 por cada especialidad) concurrentes al "Salón Anual de Santa Fe" que según el jurado reúnan condiciones para ser candidatos al otorgamiento de la Beca Anual, teniendo preferencia en tal selección aquellos que hubieran obtenido premios en el mismo Salón Anual. Solo quedarán excluidos de esta selección los que con anterioridad ya hubieran sido adjudicatarios de dicha beca.

## Directores
- 1922: Director Horacio Caillet
- 1959: Director Jorge Vila Ortiz
- 1960: Director Miroslav Bardonek
- 1962: Director César López Claro
- 1963/1964: Director Enrique Estrada Bello
- 1973/1997: Directora Nydia Pereyra Salva de Impini.
- 1998/2000: Director Jorge Mollerach
- 2001: Director Marcelos Olmos
- 2007: Director Marcelo Olmos
- 2016: Analía Solomonoff